# Tsubasa Yamaguchi
Tsubasa Yamaguchi (japanisch 山口 つばさ Yamaguchi Tsubasa; * 26. Juni) ist eine japanische Mangaka. Ihre bisher erfolgreichste Serie Blue Period wurde verfilmt und unter anderem ins Deutsche übersetzt.

## Werdegang und Werk
Nach ihrem Abschluss an der Tōkyō Geijutsu Daigaku veröffentlichte Yamaguchi zunächst zwei Kurzgeschichten im Magazin Good! Afternoon. 2016 kam ihre erste Serie im Schwestermagazin Afternoon heraus. Der Manga She and her Cat ist eine Umsetzung eines Animes von Makoto Shinkai, bei dem Yamaguchi für die zeichnerische Umsetzung verantwortlich war. 2017 startete dann mit Blue Period ihre bisher längste und erfolgreichste Serie. Die Geschichte über einen jungen Künstler und dessen Entwicklung in Schule und Universität wurde als Anime-Fernsehserie verfilmt und in viele Sprachen übersetzt, darunter seit 2020 bei Manga Cult ins Deutsche. 2022 kamen zwei je einbändige Ableger zur Serie heraus.

## Bibliografie (Auswahl)
- She and her Cat (彼女と彼女の猫 Kanojo to Kanojo no Neko, 2016, 1 Band, Zeichnungen)
- Blue Period (seit 2017, 16 Bände)
- Burberry Blue Period (2022, 1 Band)
- Yamaguchi Tsubasa Tanpenshū: Nude Model (山口つばさ短編集 ヌードモデル, 2022, 1 Band)